# 日立バイパス
日立バイパス（ひたちバイパス）は、茨城県日立市国道6号のバイパス道路である。

## 概要
慢性的となっている日立市内の国道6号と国道245号の渋滞緩和を目的として計画・着工された道路で、日立市の北部から中部にかけて、商店や住宅および、工場が密集する市街地を避けて、ほぼ太平洋の海岸線に沿って建設されている。一部区間は、高速自動車国道等ではない一般道としては全国的にも珍しい海上高架橋となっている。2011年の東日本大震災の津波にも耐え、地震で寸断された交通網を支える重要な役割を果たしている。

### 路線データ
- 起点 : 茨城県日立市河原子町
- 終点 : 茨城県日立市田尻町
- 全長 : 10.5 km
- 区分 : 3種1級
- 設計速度 : 80 km/h
- 計画幅員 : 20.5 - 32.7 m[4]
- 車線数 : 暫定2車線（完成4車線）
- 開通済区間：日立市田尻町～同市旭町（暫定2車線、4.7 km）
- 事業化済区間（日立バイパスⅡ期）：日立市国分町～同市旭町（暫定2車線、3.0 km）
- 未事業化区間：日立市河原子町～同市国分町

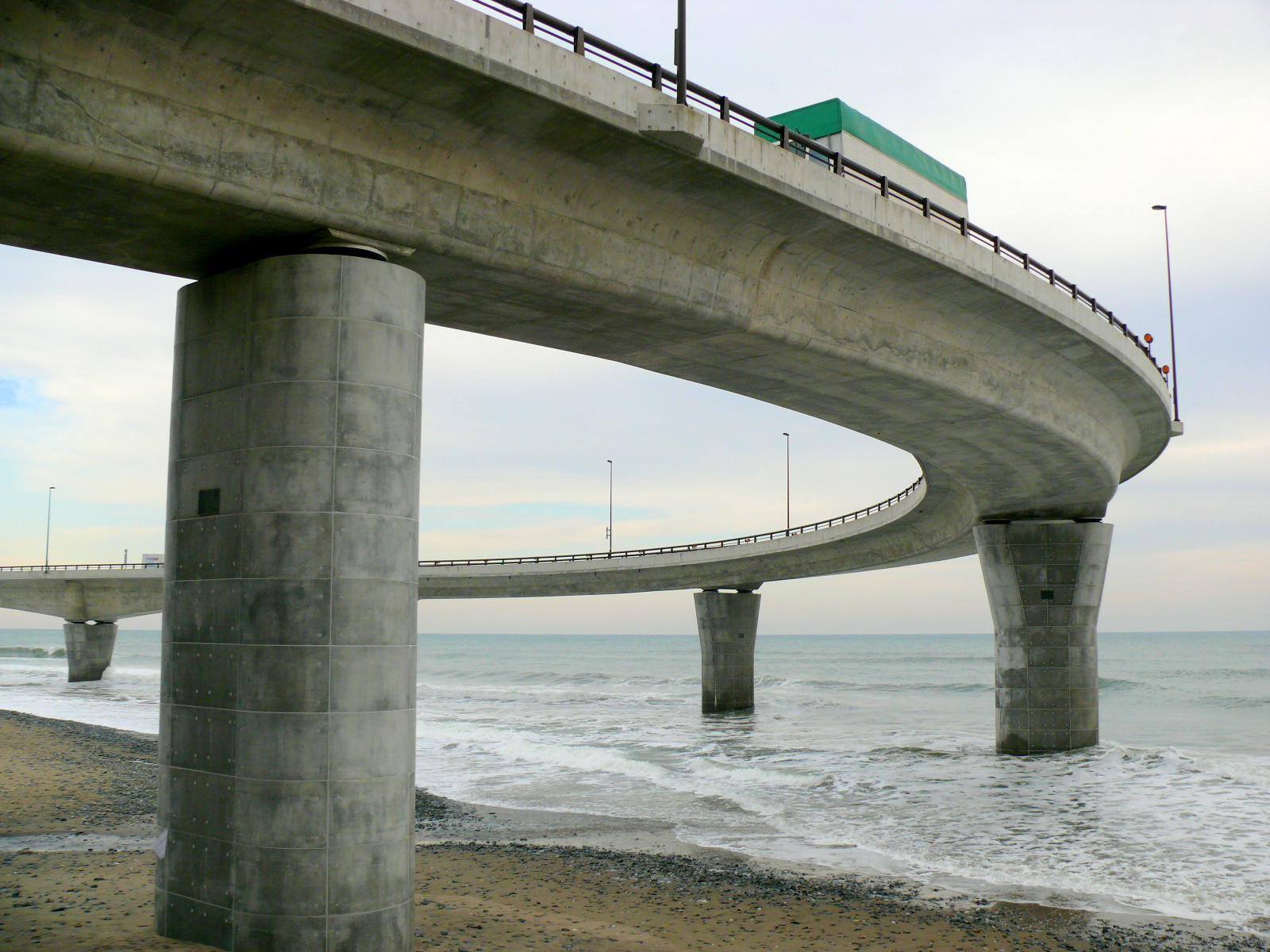
日立バイパスの旭高架橋。海上橋梁となっている。（2009年1月26日）
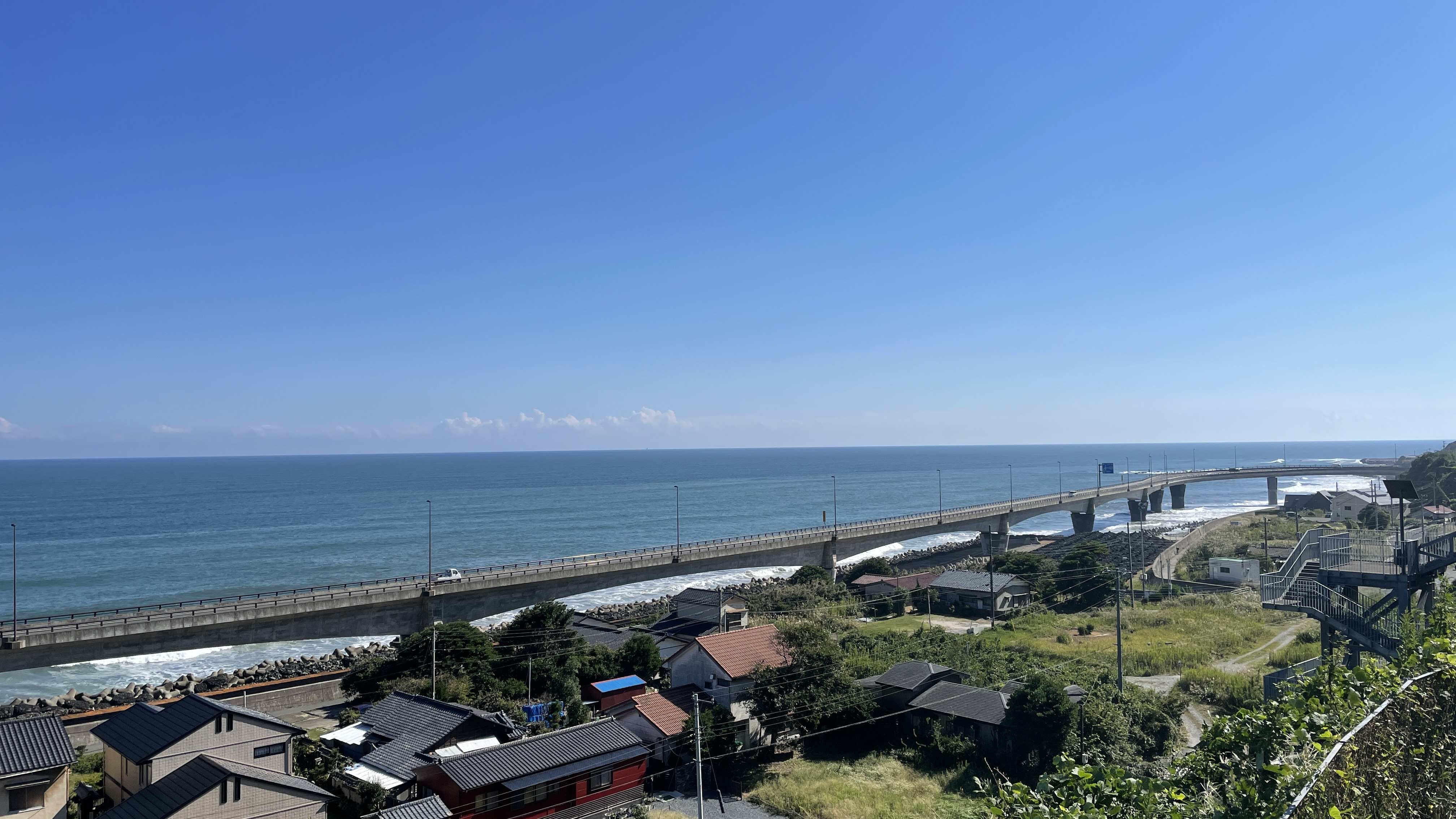
日立駅海岸口から見た日立バイパス（2022年9月）

## 施設
- 種別欄の背景色が■である部分については道路が供用済みの区間を示している。また、施設名欄の背景色が■である部分は施設が供用されていない、または完成していないことを示す。
- 英略字は次のことをあらわす。
AC : アクセス、BR : 橋梁、RP : ロードパーク（休憩所）
- アクセス道路の特記がないものは市道。

| 種別                                 | 施設名             | アクセス道路                            | 起点から (km) | 開通日        | 備考                     |
| ------------------------------------ | ------------------ | --------------------------------------- | ------------- | ------------- | ------------------------ |
| 国道245号・都市計画道路 鮎川停車場線 |                    |                                         |               |               |                          |
| AC                                   | ---                | 国道245号・都市計画道路 鮎川停車場線    | --            |               | 都市計画決定済           |
| BR                                   | 鮎川橋             | --                                      | --            |               |                          |
| BR                                   | 会瀬高架橋         | --                                      | --            |               |                          |
| BR                                   | 初崎高架橋         | --                                      | --            |               |                          |
| AC                                   | 旭町アクセス       | 国道245号                               |               | 2008年3月29日 |                          |
| BR                                   | 旭高架橋           | --                                      |               | 2008年3月29日 | 橋長 : 1160 m            |
| RP                                   | 浜の宮ロードパーク | --                                      |               |               |                          |
| AC                                   | 鶴首アクセス       |                                         |               | 2003年5月10日 | 浜の宮らせん橋により連結 |
| BR                                   | 滝の上川高架橋     | --                                      |               | 2003年5月10日 | 橋長 : 302.0 m           |
| RP                                   | 本宮ロードパーク   | --                                      |               |               |                          |
| AC                                   | 本宮アクセス       | けやき通り方面                          |               | 2001年3月24日 | 平面交差                 |
| BR                                   | 本宮高架橋         | --                                      |               | 2001年3月24日 | 橋長 : 168.0 m           |
| BR                                   | 滑川高架橋         | --                                      |               | 2001年3月24日 | 橋長 : 376.6 m           |
| AC                                   | 公設市場前         | 国道6号（小木津バイパス）水戸・東海方面 |               | 2001年3月24日 | 将来は立体交差になる予定 |
| 国道6号（小木津バイパス）            |                    |                                         |               |               |                          |

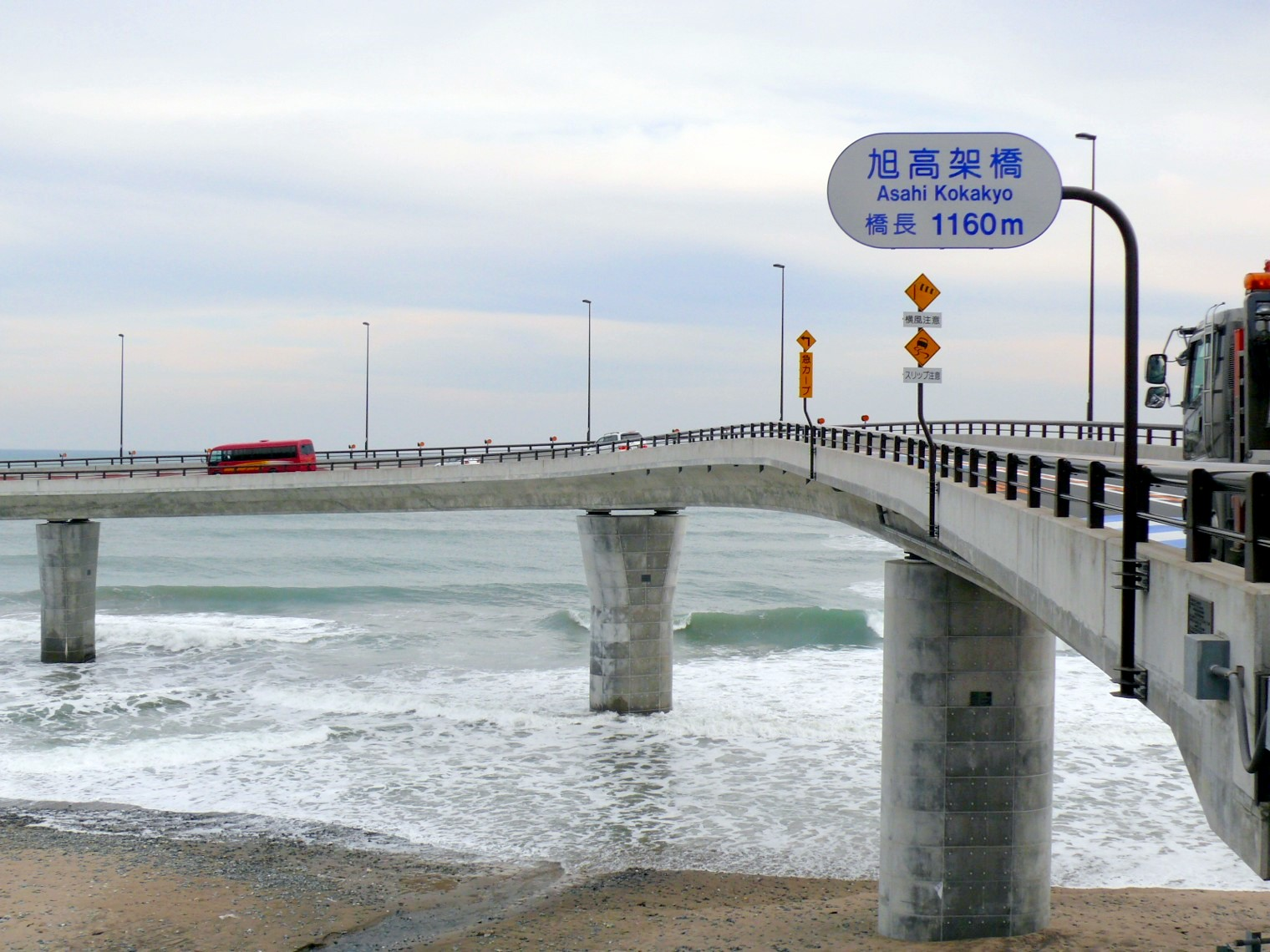
旭高架橋（2009年1月26日）
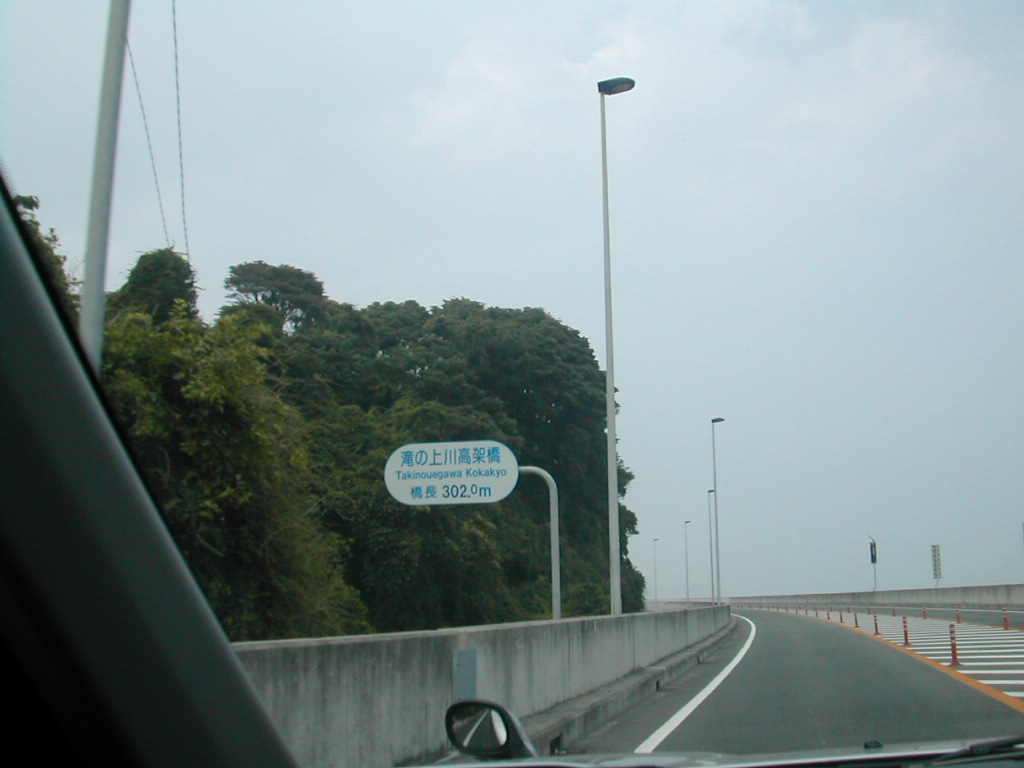
滝の上川高架橋（2007年8月4日）

## 歴史
日立市は、明治時代より日本有数の銅鉱山であった日立鉱山の開発で急速に発展してきた街で、首都圏にも近く日本国有鉄道（国鉄）常磐線もあったため人口も急増し、銅鉱山で使われる機械の修理部門が独立した日本を代表する企業グループ日立製作所を擁する企業城下町として発展してきた。もともと日立市の可住地域は、海岸に迫る久慈山地の丘陵地が大部分を占めて平地部分は少なく、鉱工業の発展によって平地部には工場と商業地、山腹の丘陵地には住宅が埋め尽くすように建ち並び、昭和の高度経済成長期を前後して県庁所在地の水戸市を抜いて県下で一番人口が多い都市にまで発展した。市街地の中心を南北に縦貫する幹線道路である国道6号は、工場から出る大型車両などの通行も加わり慢性的な交通渋滞が大きな課題となっていったが、工場や住宅、商店街の過密地域のなかを通過しているために、道路の拡幅は困難で、山側の住宅地を避けてトンネルを掘削しようにも、いくつも掘られた鉱山の坑道跡が妨げとなり、渋滞問題はいつになっても解決の目処が立たないという状況に喘いでいた。
この状況を打開するために、海岸線に沿った海上に国道6号のバイパス道路を建設する計画が持ち上がったのは1977年（昭和52年）のことである。1994年（平成6年）に市街北部の地上部分0.5 km区間が開通するものの、そこから南進する海岸線から先の海上道路部は漁業権の補償問題やアクセスするルートの調整などでバイパス建設は難航し、2000年代に入ってから本宮町 - 旭町間が暫定2車線で開通した。2011年（平成23年）3月に発生したマグニチュード9.0の東北地方太平洋沖地震にも耐え抜いてきたが、日立バイパスは計画から40年以上が経過した現在も北側半分しか開通していない未完のバイパス道路となっている。海中の橋脚部分が波による浸食でダメージを受けていることが判明したことが、南側半分の延伸区間の工事着手を踏みとどませた要因とされている。
旭町 - 河原子町間については2007年（平成19年）に市民参画での日立道路再検討プロジェクトが開始され、2010年（平成22年）に日立バイパスの再検討結果がとりまとめられるとともに、翌2011年（平成23年）に国土交通省常陸河川国道事務所と茨城県は日立市と調整を行い、旭町 - 河原子町間の概略計画を確定させた。日立バイパスの都市計画変更に着手していく予定となっている。

### 年表
- 1977年度（昭和52年度） : 事業着手
- 1984年（昭和59年）8月2日 : 都市計画決定
- 1984年度（昭和59年度） : 事業化（北部4.7 km）
- 1986年度（昭和61年度） : 用地取得着手
- 1990年度（平成2年度） : 土工区間工事着手
- 1994年（平成6年）3月 : 延長0.5 km供用
- 1997年度（平成9年度） : 海岸部築堤着手
- 2001年（平成13年）3月24日 : 本宮アクセス - 一般国道6号延長1.6 km供用（暫定2車線）
- 2003年（平成15年）5月10日 : 鶴首アクセス - 本宮アクセス延長1.0 km供用（暫定2車線）
- 2008年（平成20年）3月29日 : 旭町アクセス - 鶴首アクセス延長1.6 km供用（暫定2車線）
- 2009年（平成21年）7月25日 : 浜の宮ロードパーク供用開始（普通車107台・大型車7台駐車可能）
- 2012年（平成24年）1月：都市計画変更決定（日立市河原子町～同市旭町、10.5 km）[10]
- 2012年度（平成24年度）：日立バイパスⅡ期 事業化（日立市国分町～同市旭町、3.0 km）[10]
- 2015年度（平成27年度）：用地買収着手[10]

## 交通量
平日24時間交通量（台）
| 区間                         | 令和3（2021）年度 | 平成27（2015）年度 | 平成22（2010）年度 |
| 一般国道6号 ～ 一般国道245号 | 8,073             | 13,321             | 12,266             |

平成17（2005）年度：日立市東滑川町3丁目 13,327

（出典：平成17年度道路交通センサス・平成22年度道路交通センサス・平成27年度全国道路・街路交通情勢調査・令和3年度全国道路・街路交通情勢調査〈国土交通省ウェブサイト〉より一部データを抜粋して作成）

## 愛称
市民からの公募により、日立シーサイドロードという愛称となっている。